# František Xaver Thuri
František Xaver Thuri (29. dubna 1939 Praha – 22. dubna 2019 Praha) byl český hudební skladatel, cembalista, varhaník, hobojista, hudební vědec a pedagog. Byl rytířem orleánské obedience Vojenského a špitálního řádu svatého Lazara.

## Život
Po absolutoriu na Pražské konzervatoři, kde studoval hru na varhany, vystudoval v roce 1981 také hru na hoboj na Janáčkově akademii múzických umění v Brně.
Poté pracoval jako hobojista v Symfonickém orchestru Československého rozhlasu, působil i v Pražském komorním orchestru. Od roku 1965 působil ve funkci uměleckého šéfa komorního souboru Čeští madrigalisté, kde hrál také na anglický roh a na cembalo.
Po celý svůj život působil jako profesor hobojové hry na Pražské konzervatoři, kde vychoval celou řadu významných žáků. Byl považován za experta na raně barokní až raně klasicistní hudbu, a tento styl využíval také jako soudobý hudební skladatel.

## Dílo (výběr)

### Opery
- Upřímná pastýřka (1958)
- Famiglia di Verneri triumphante (1983)

### Chrámová hudba
- Musica Sacromontana jubilatica (kantáta k 650. výročí milostné sošky Panny Marie Svatohorské)
- Křížová cesta svatohorská (14 hudebních obrazů na text Václava Renče)
- Missa F-dur (Kajetánská)
- Missa in B (Barokiana)
- Missa ad honorem sancti Huberti in F
- Requiem c-moll
- Stabat Mater
- Adventní kantáta „Čas blízko jest"
- 20 duchovních kantát (mezi nimi Kantáta ke sv. Janu Nepomuckému a Kantáta ke sv. Ignáci)

### Další skladby
- 4 koncerty pro hoboj a orchestr
- 2 koncerty pro varhany a orchestr
- Pohledy z oken Bertramky
- Vodní hudba pro Český Krumlov
- Hudba pro zpívající fontánu v Mariánských Lázních
- Pocta Janu Dismasi Zelenkovi
- Pasecké ozvěny
- Hudba k filmům Zdrženlivý Vlám a Pražský hrad